# Артан сир Ендр
Артан сир Ендр (фр. Artannes-sur-Indre) насеље је и општина у централној Француској у региону Центар (регион), у департману Ендр и Лоара која припада префектури Тур.
По подацима из 2005. године у општини је живело 2 508 становника, а густина насељености је износила 119,6 становника/km². Општина се простире на површини од 20,97 km². Налази се на средњој надморској висини од 50 метара (максималној 98 m, а минималној 47 m).

## Демографија
| 1962. | 1968. | 1975. | 1982. | 1990. | 1999. | 2011. |
| ----- | ----- | ----- | ----- | ----- | ----- | ----- |
| 1.165 | 1.154 | 1.217 | 1.402 | 2.089 | 2.184 | 2.483 |

График промене броја становника у току последњих година